# ゲーンハンレー

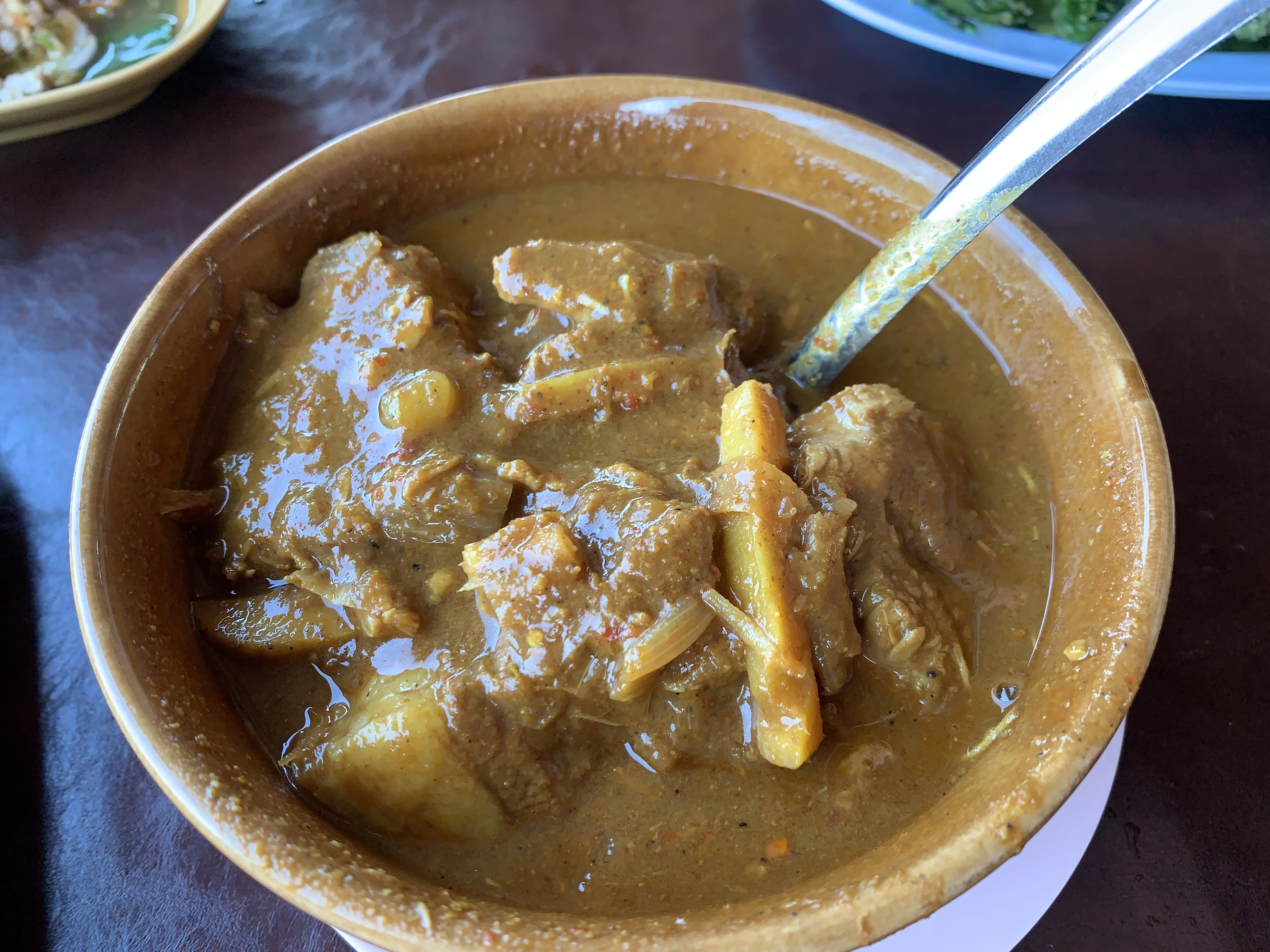
ゲーンハンレーの例

ゲーンハンレー（タイ語: แกงฮังเล, kaeng hang le）は、タイ王国北部の郷土料理。豚肉のカレー（ゲーン）である。
タイ北部を代表するカレー料理である。タイ北部はミャンマーの影響を受けていることが多く、ゲーンハンレーもまたミャンマーから伝わったとされる料理である。
「ハンレー」は「豚」の意であり、チェンマイあたりでは「ポークカリー」でも通じる。
水分は少な目で豚肉がメインの料理である。タイ北部ではココナッツミルクを使用せず、スパイスとハーブのみで調理することも多い。唐辛子の辛味、タマリンドの酸味に加え、パームシュガーの甘味もあり、最初に甘みを感じさせる味わいが特徴となっている。
ゲーンハンレー用のペーストも市販されており、日本でもタイ食材店やネット通販で購入が可能である。